# Mortara (Lombardei)
Mortara ist eine Gemeinde mit 15.471 Einwohnern (Stand 31. Dezember 2023) in der Provinz Pavia in der italienischen Region Lombardei.
Die gotische Stiftsbasilika San Lorenzo stammt aus dem 14. Jahrhundert.
Der seliggesprochene Priester und Ordensgründer Francesco Pianzola starb hier im Jahr 1943.

## Persönlichkeiten
- Olga Biglieri (1915–2002), Malerin, Journalistin und Fliegerin
- Sante Portalupi (1909–1984), Erzbischofs und Diplomat
- Tommaso de Pra (* 1938), Radrennfahrer